# Gary Levinsohn
Gary Levinsohn é um produtor de cinema estadunidense. Co-fundador da Mutual Film Company, foi indicado ao Oscar de melhor filme na edição de 1999 pela realização da obra Saving Private Ryan, ao lado de Steven Spielberg, Ian Bryce e Mark Gordon.